# Route départementale 7 (Finistère)
Pour les articles homonymes, voir Route départementale 7.
La D 7, est une des Routes du Finistère, qui relie la D887 en sortant de Châteaulin à la pointe du Van en passant par Locronan et Douarnenez. C'est un axe important puisqu'il permet de relier le centre et nord-Finistère à Douarnenez et Audierne, évitant le détour par Quimper, et permet aussi de désenclaver la côte nord du Cap Sizun en ralliant la pointe du Van.

## Trajet de la D 7
- Intersection avec la D887 à la sortie de Châteaulin
- Cast
- Kergoat, commune de Quéménéven
- Carrefour giratoire entre D7 et D63 (Quimper, Plogonnec, Plonévez-Porzay, Crozon) à Locronan
- Kerlaz
- Douarnenez : route du Ris, rue Léo Lagrange, route de Brest, route du commandant Fernand
- Poullan-sur-Mer
- Beuzec-Cap-Sizun
- Kostez-Gwalarn, commune de Goulien
- Moulin de Kerharo, commune de Cléden-Cap-Sizun (km 48)
- Pointe du Van

## Antennes de la D 7

### D 7a
La D7a ou boulevard Jean-Moulin, est une antenne de la D 7 longue de 3km entièrement urbaine permettant de relier la D 765 à Tréboul en évitant le centre de Douarnenez. 
- Carrefour giratoire entre D 765 (Audierne, Quimper, Brest), D 143 (Pouldergat, Pont-l'Abbé) et D 7a : Pouldavid

### D 107
La D 107 est une antenne de la D 7 longue de 9km permettant aux usagers de la D 7 entre Douarnenez et Châteaulin le détour par Locronan en passant par Plonévez-Porzay.
- Carrefour giratoire entre D 7 (Locronan) et D 107
- Plonévez-Porzay, intersection avec la D 63 vers Crozon ou Locronan et Quimper
- Intersection avec la D 7 à La Clarté, commune de Kerlaz

### D 207
La D 207 était une antenne de la D 7 longue de 4km aujourd'hui déclassée. Elle reliait la D 765 au centre de Douarnenez, puis ralliait le quartier de Tréboul (et la plage des Sables Blancs) en passant par le pont du Port-Rhu et la gare de Douarnenez aujourd'hui démolie.

### D 307/407/507
La D 307 relie la D 7 à Confort-Meilars située à 3km, tandis que la D 407 (située 200 mètres plus loin sur la D 7) relie cette dernière à la pointe du Millier en 2km.
La D 507 reliant la D 7 à Beuzec-Cap-Sizun à la pointe de Castel-Koz est déclassée en voie communale. 

### D 607
La D607 est une antenne de la D 7 longue de 3 km reliant cette dernière peu avant la pointe du Van à la D 784 à Lescoff (commune de Plogoff) près de la pointe du Raz en passant par la Baie des Trépassée. 